# Antrodiaetus lincolnianus
Espèce
Synonymes
- Brachybothrium lincolnianum Worley, 1928

Antrodiaetus lincolnianus est une espèce d'araignées mygalomorphes de la famille des Antrodiaetidae.

## Distribution
Cette espèce est endémique des États-Unis. Elle se rencontre au Kansas et au Nebraska.

## Publication originale
- Worley, 1928 : New Nebraska spiders. Annals of the Entomological Society of America, vol. 21, no 4, p. 619-622.